# Minas (Cuba)
Minas è un comune di Cuba, situato nella provincia di Camagüey.